# Hiperfagia
Hiperfagia lub polifagia (z gr. πολύ - wiele, φαΐ - jedzenie) – nadmierne zwiększenie łaknienia, będące raczej rzadkim objawem wikłającym niektóre zaburzenia neurologiczne i psychiczne.
Hiperfagia może pojawiać się w:
- cukrzycy;
- uszkodzeniu brzuszno-przyśrodkowej części podwzgórza (wraz z moczówką prostą, sennością, niedorozwojem gonad, zaburzeniami pamięci);
- zespole Kleinego-Levina;
- zespole Klüvera-Bucy’ego;
- zaburzeniach nastroju (depresja, zaburzenia maniakalne);
- zespole Pradera i Williego;
- bulimii.